# Neophasma dentata
Neophasma dentata är en insektsart som först beskrevs av Carl Stål 1875.  Neophasma dentata ingår i släktet Neophasma och familjen Pseudophasmatidae. Inga underarter finns listade i Catalogue of Life.